# Crucibulum cyclopium
Crucibulum cyclopium is een slakkensoort uit de familie van de Calyptraeidae. De wetenschappelijke naam van de soort is voor het eerst geldig gepubliceerd in 1969 door Berry.